# Schauroth (Adelsgeschlecht)

Wappen derer von Schauroth

Schauroth (vormals auch Scowenrat, Schuinrod, Scurode, Schuderode, Schwinrod, Schwinrad, Schowenrad, Schavinrod und Schauenroth) ist der Name eines alten vogtländischen oder thüringischen Adelsgeschlechts.

## Geschichte
Das Geschlecht erscheint erstmals urkundlich mit Henricus dictus Scowenrat († 23. Februar 1287). und beginnt seine Stammreihe mit dem 1279 urkundlich erwähnten Henricus de Schuderode. Die Familie hat 1301 zu Großenstein im Altenburgischen gesessen und später zahlreiche Besitzungen erworben. Durch Hans von Schauroth, der 1526 unter den Pfalzgrafen am Rhein im Kampfe gegen die Türken das Reichsbanner rettete, kam der Titel Semperfrei an die Familie. Johann von Schauroth auf Hartmannsdorf war 1684 Domdechant von Naumburg.

## Wappen
Der gespaltene Schild hat rechts in Silber einen schwarzen Balken, links in Schwarz einen silbernen Balken. Auf dem Helm mit schwarz-silbernen Helmdecken ein von Schwarz und Silber gevierter Ballen (Kugel), besteckt mit fünf (rechts 2, links 3) Hahnenfedern verwechselter Farbe.

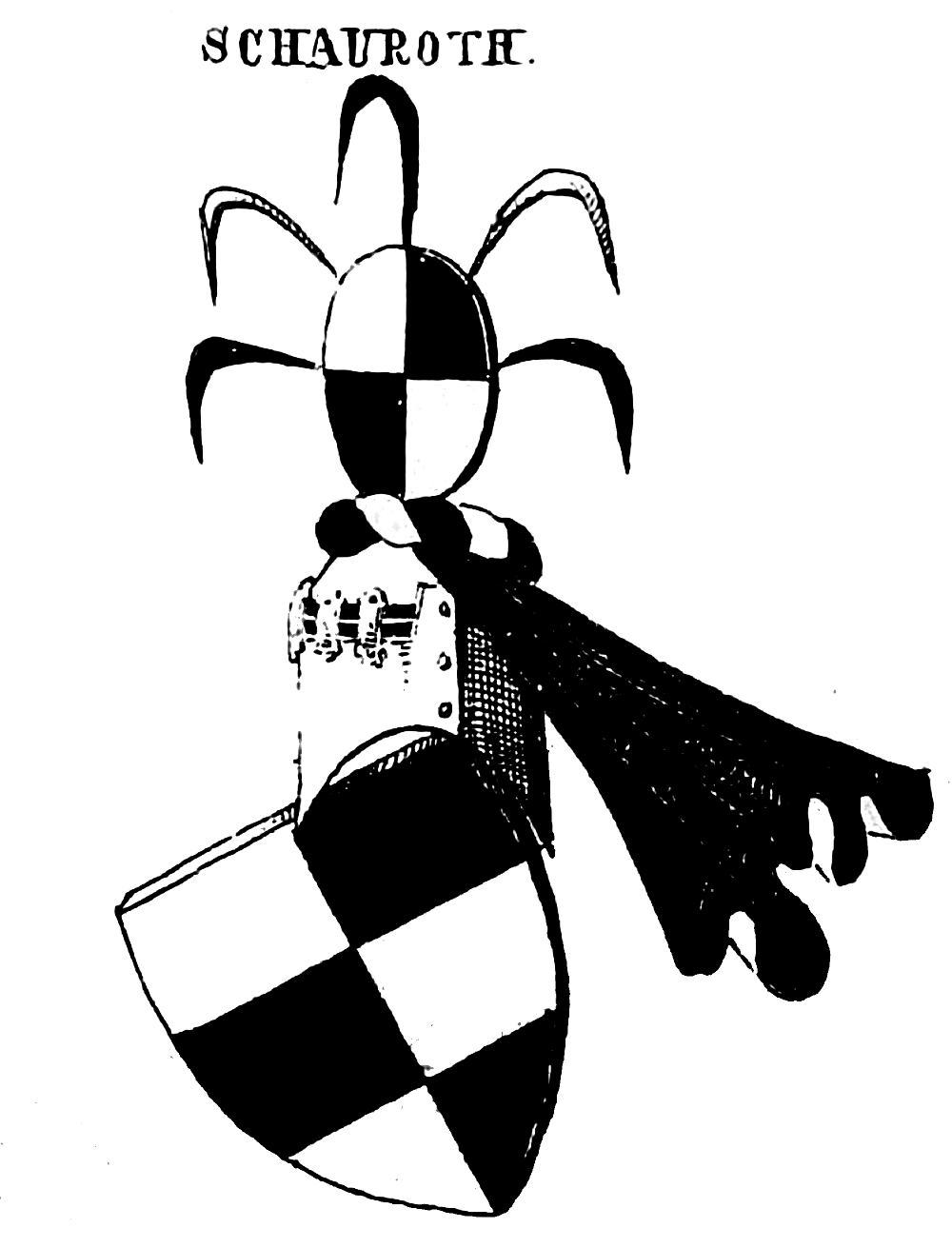
Wappen in Siebmachers Wappenbuch, 1856
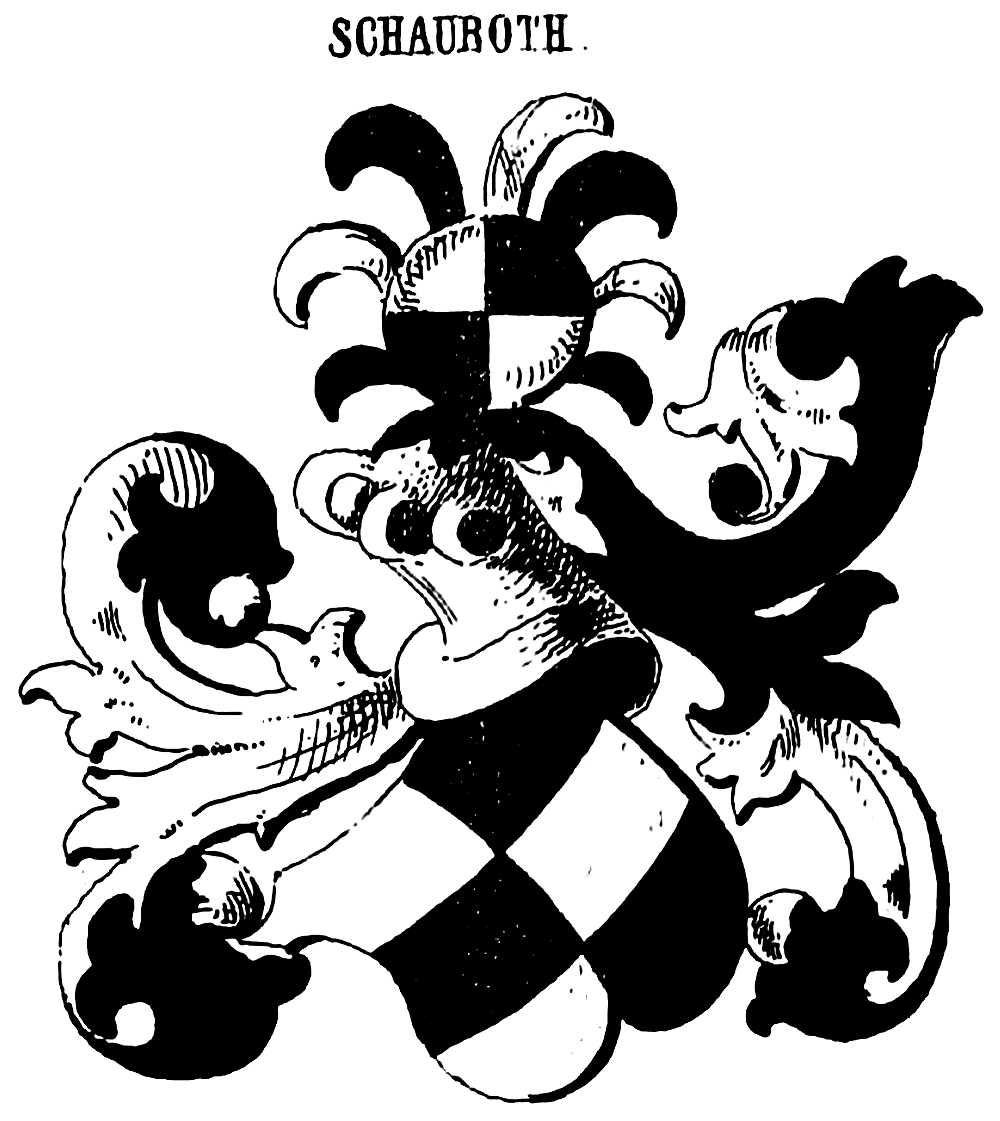
Wappen in Siebmachers Wappenbuch, 1857

## Besitz
Folgende Dörfer wurden durch den damals Mansfeldischen Ritter von Schauroth zu Beginn des 12. Jh. im Auftrag des  Klosters Bosau kolonisiert und in seinen Besitz übernommen:
- Rubitz – verblieb bis ca. 1500 im Besitz derer von Schauroth
- Söllmnitz
- Röpsen
- Dorna als Ausgangspunkt der Kolonisation nordöstlich von Gera
- Markersdorf (Hundhaupten)
  - 7. Februar 1610: Juncker Heinrich von ßyhenroth (Schauenroth) zu Marckerstorff (Markersdorf im Kirchenkreis Gera) wird mit der Edlen Jungfrau Christina von Werderin (Werder) von MittelPolnitz (Mittelpöllnitz) in der Kirche zu Markersdorf copuliret (verheiratet)

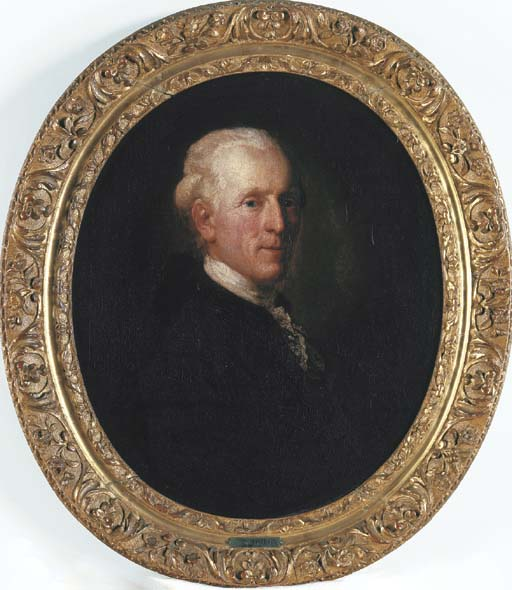
Julius Christian von Schauroth († 1794), auf Rittergut Caaschwitz, kursächsischer Kammerherr, Geheimer und Appellationsrat, Domherr zu Naumburg

## Angehörige
- Athos von Schauroth (1854–1924), Generalleutnant
- Carl Friedrich von Schauroth (1818–1893), deutscher Geologe und Paläontologe
- Delphine von Schauroth (verheiratete Hill-Handley; 1813–1887), deutsche Pianistin u. Komponistin
- Eberhard Christian Wilhelm von Schauroth (1720–1766), württembergischer Diplomat u. Publizist
- Friedrich Ernst von Schauroth (1747–1815), preußischer Generalmajor
- Karl August von Schauroth (1755–1810), österreichischer Reitergeneral
- Lina von Schauroth (1874–1970), deutsche Künstlerin
- Theodor von Schauroth (1815–1891), preußischer Generalmajor